# Ditrichophora hilla
Ditrichophora hilla är en tvåvingeart som först beskrevs av Dahl 1961.  Ditrichophora hilla ingår i släktet Ditrichophora och familjen vattenflugor.
Artens utbredningsområde är Afghanistan. Inga underarter finns listade i Catalogue of Life.